# 山田蘭
山田 蘭（やまだ らん、1964年 - ）は、日本の翻訳家。
大学を卒業後、翻訳学校で鎌田三平のもとで学び、彼の下訳などを経て、1997年に独立した。

## 翻訳
- 『叫びの序曲』上・下（ダゴベルト・ヒルフ、角川文庫）1999
- 『木版画のマリア』（ダゴベルト・ヒルフ、角川書店）2004
- 『陸軍士官学校の死』上・下（ルイス・ベイヤード、創元推理文庫）2010
- 『ガリヴァー旅行記』（ジョナサン・スウィフト、角川文庫）2011
- 『恋の手ほどきはお気に召すまま 罪つくりな公爵夫人』（エロイザ・ジェームズ、ベルベット文庫）2015
- 『スタイルズ荘の怪事件』【新訳版】（アガサ・クリスティ、創元推理文庫）2021
- 『ポピーのためにできること』（ジャニス・ハレット、集英社文庫）2022

### ポール・ギャリコ
- 『幽霊が多すぎる』（ポール・ギャリコ、創元推理文庫）1999
- 『マチルダ - ボクシング・カンガルーの冒険』（ポール・ギャリコ、創元推理文庫）2000
- 『われらが英雄スクラッフィ』（ポール・ギャリコ、創元推理文庫）2002
- 『トマシーナ』（ポール・ギャリコ、創元推理文庫）2004
- 『シャボン玉ピストル大騒動』（ポール・ギャリコ、創元推理文庫）2013

### D・M・ディヴァイン
- 『悪魔はすぐそこに』（D・M・ディヴァイン、創元推理文庫）2007
- 『三本の緑の小壜』（D・M・ディヴァイン、創元推理文庫）2011
- 『そして医師も死す』（D・M・ディヴァイン、創元推理文庫）2015

### アンソニー・ホロヴィッツ
- 『カササギ殺人事件』上・下（アンソニー・ホロヴィッツ、創元推理文庫）2018
- 『メインテーマは殺人』（アンソニー・ホロヴィッツ、創元推理文庫）2019
- 『その裁きは死』（アンソニー・ホロヴィッツ、創元推理文庫）2020
- 『ヨルガオ殺人事件』上・下（アンソニー・ホロヴィッツ、創元推理文庫）2021
- 『殺しへのライン』（アンソニー・ホロヴィッツ、創元推理文庫）2022
- 『ナイフをひねれば』（アンソニー・ホロヴィッツ、創元推理文庫）2023